# Jaguarari Simão Soares

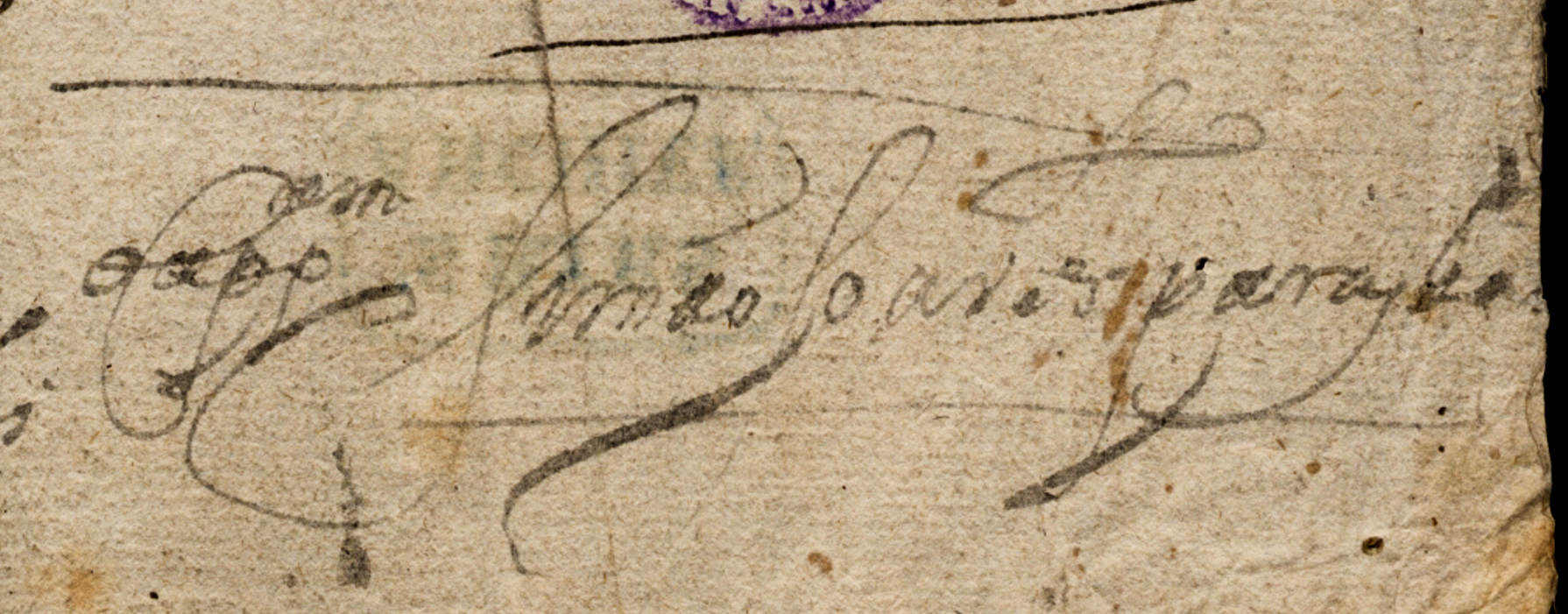
Assinatura de Simão Soares. Lê-se Capp^{am} Simão Soares parayba.

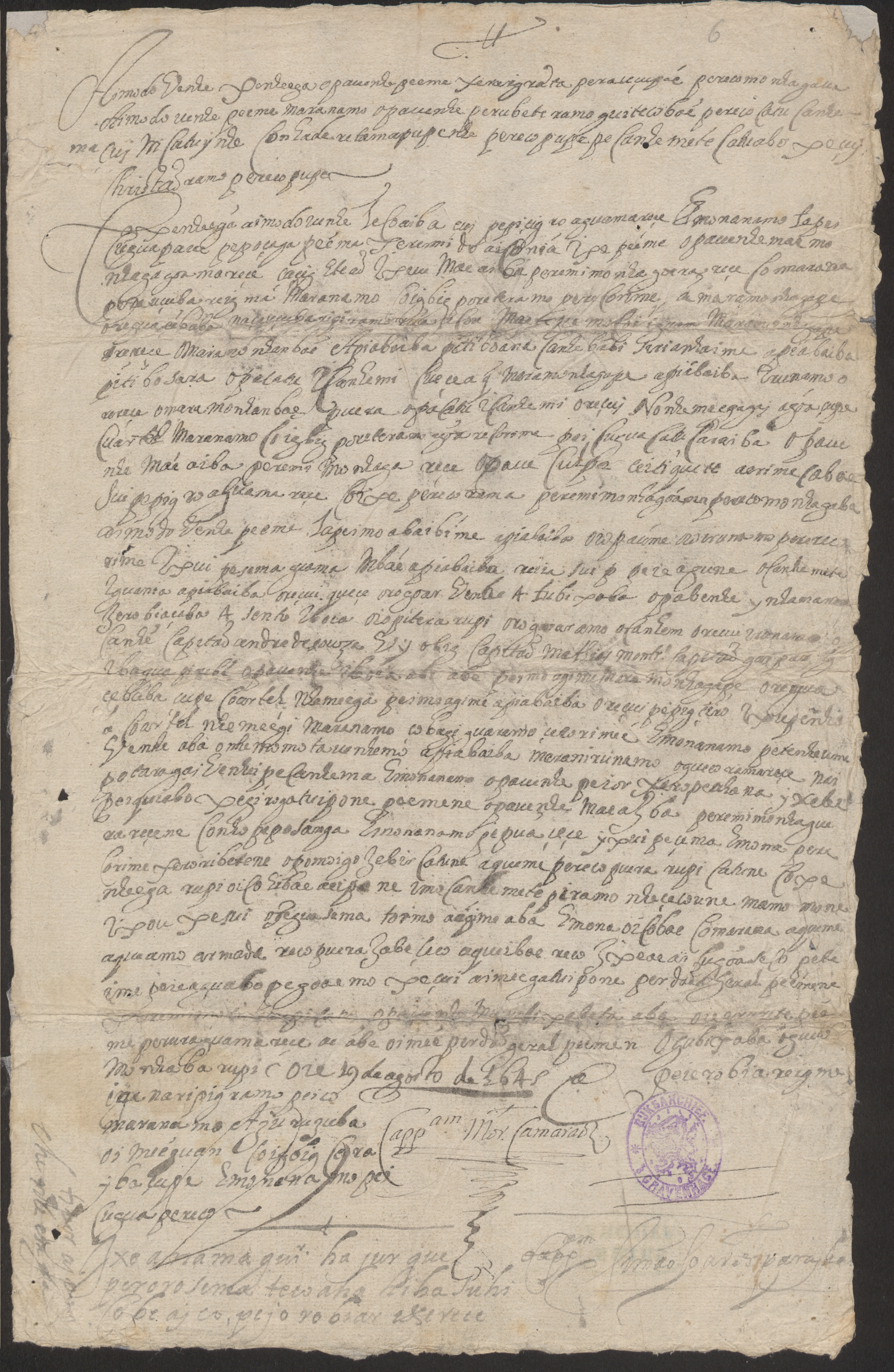
Carta em tupi antigo do índio potiguara Antônio Felipe Camarão, aliado dos portugueses, a seu primo Pedro Poti, aliado dos neerlandeses, com pós-escrito de seu tio Jaguarari Simão Soares

Jaguarari Simão Soares foi um indígena brasileiro do século XVII, que prestou grandes serviços aos portugueses naquela então colônia.

## Biografia
Em 1625, quando os holandeses, expulsos da Bahia, devastavam[parcial?] outras regiões brasileiras, Jaguarari relacionou-se com seus chefes na Paraíba, pelo que os portugueses o prenderam e recluíram no Forte dos Reis Magos durante oito anos. Quando os holandeses tomaram aquele forte, puseram o indígena em liberdade, e este, esquecendo os agravos recebidos e recordando ter combatido já em favor de Portugal na tribo de Poti, voltou a pôr-se ao serviço dos portugueses, e por eles se bateu valorosamente. Este procedimento generoso foi objeto dos louvores gerais, e D. Filipe III de Portugal outorgou-lhe a mercê dum soldo de $ 750 reais que, por sua morte, passaria a sua mulher e filhos e filhas.

## Leitura complementar
- BARBOSA, Bartira Ferraz; BARROS, Cândida; MONSERRAT, Ruth (2020). «Um escrito tupi do capitão Simão Soares Parayba (1645)». Corpus: 15. Cópia arquivada em 6 de maio de 2021
- NAVARRO, Eduardo de Almeida (2022). «Transcrição e tradução integral anotada das cartas dos índios Camarões, escritas em 1645 em tupi antigo» (PDF). Boletim do Museu Paraense Emílio Goeldi: 49. Cópia arquivada (PDF) em 7 de outubro de 2022